# Cuatro guarniciones de Anxi

Tang hace campaña contra las ciudades-estado de las regiones occidentales.

Las Cuatro guarniciones de Anxi fueron puestos militares militares chinos creados por la dinastía Tang entre 648 y 658. Se instalaron en las ciudades-Estado de Qiuci (Kucha), Yutian (Hotan), Shule (Kasgar) y Yanqi (Karashahr). El «Protectorado General para Pacificar el Oeste» tenía su sede en Qiuci.

## Historia
El protectorado de Anxi fue creado en la prefectura de Xi (Gaochang) después de que la dinastía Tang lograra la anexar el reino del oasis en 640. El protectorado se trasladó a Qiuci en 648 después de que la dinastía Tang derrotara  a Kucha. Sin embargo, debido a los disturbios locales con el apoyo del  kanato turco occidental, el general protector de los Tang fue asesinado y el protectorado se trasladó de nuevo a la prefectura de Xi en 651. Cuando la dinastía Tang derrotó al kaganato turco occidental en 658, la sede del protectorado se trasladó de nuevo a Qiuci. El pleno establecimiento de las Cuatro Guarniciones, y con ellas un protectorado militar formal de los Tang sobre la cuenca del Tarim, está por tanto fechado en el 658 tras la derrota de Ashina Helu.
Tras el declive de la hegemonía turca sobre la región, el Imperio tibetano se convirtió en el principal contendiente por el poder con la dinastía Tang. El Imperio tibetano invadió repetidamente la cuenca del Tarim y los reinos vecinos. Las regiones occidentales fueron muy disputadas y la propiedad de las áreas cambió repetidamente entre el Imperio Tibetano y la dinastía Tang. Durante este período, la sede del protectorado se trasladó a Suiye, también conocida como Suyab, Los Tang lograron una relativa estabilidad después del año 692 y trasladaron el protectorado de nuevo a Qiuci, donde permaneció hasta la desaparición del protectorado en la década de 790.
En el 702 Wu Zetian creó el Protectorado de Beiting y le concedió el control de la prefectura de Ting (Condado de Jimsar), la prefectura de Yi (Kumul) y la prefectura de Xi.
El Imperio tibetano continuó atacando el Protectorado de Anxi, pero no pudo afianzarse hasta que se produjo la Rebelión de An Lushan en el año 755. La dinastía Tang retiró a la mayoría de sus tropas de guarnición de la frontera para hacer frente a la rebelión y permitió así a los tibetanos la oportunidad de invadir impunemente las tierras fronterizas de Tang. En el año 763, un gran ejército tibetano consiguió ocupar la capital de Tang, Chang'an, durante un breve periodo de tiempo antes de verse obligado a retirarse. Ese mismo año, el Imperio Tibetano ocupó Yanqi.
El vecino Corredor de Hexi y el Protectorado de Beiting también fueron invadidos. Bajo el Jiedushi de Hexi, los Tang perdieron Prefectura de Liang en 764, Gan y las prefecturas del Su en el 766, Prefectura de Gua en 776, y Sha en 787. El Protectorado de Beiting perdió la prefectura de Yi en el 781, la de Ting en el 790 y la de Xi en el 792.
El Protectorado de Anxi perdió su sede en Qiuci en el 787 y en Yutian en el 792. No está claro qué pasó con Shule.

## Las cuatro ciudades

### Kucha

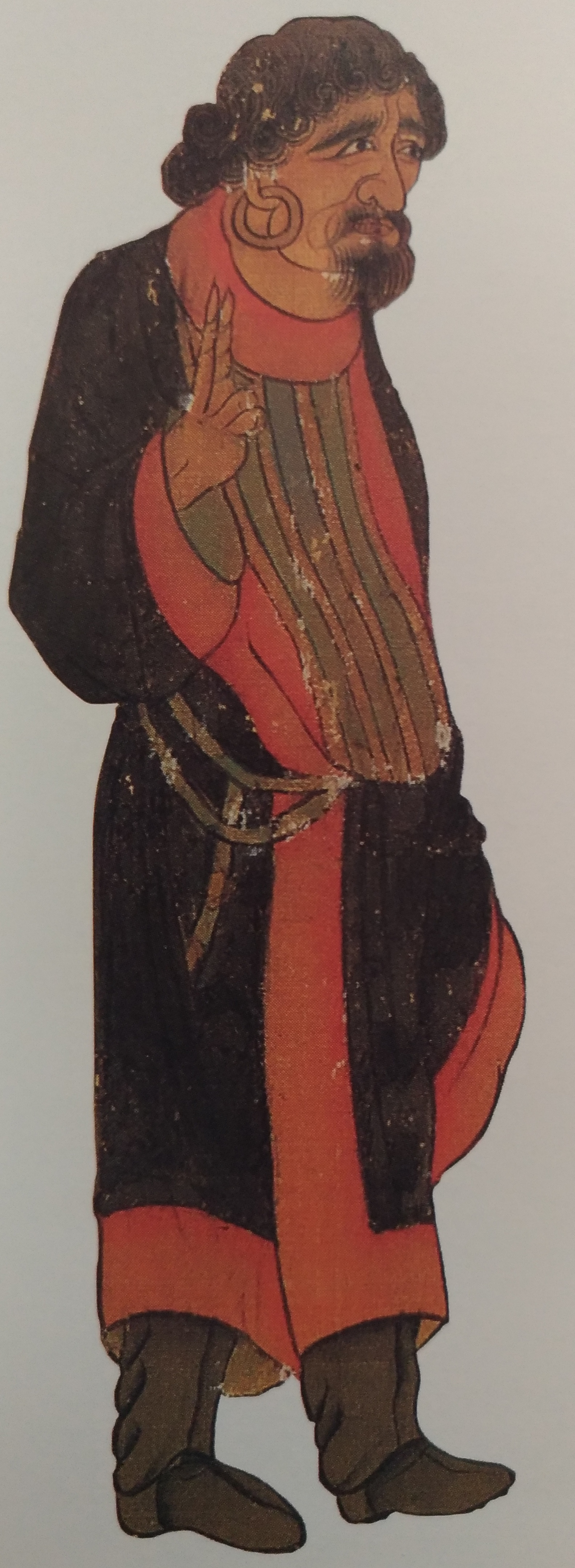
El tributario Kuchan del Wáng huí tu de Yan Liben.

El monje budista Xuanzang visitó Kucha en la década de 630 y lo describió de la siguiente manera:

El suelo es apto para el arroz y los cereales... produce uvas, granadas y numerosas especies de ciruelas, peras, melocotones y almendras... El suelo es rico en minerales: oro, cobre, hierro y plomo y estaño. El aire es suave y los modales de la gente son honestos. El estilo de escritura es indio, con algunas diferencias. Superan a otros países en su habilidad para tocar el laúd y la pipa. Se visten con prendas ornamentales de seda y bordados....
Hay unos cien conventos en este país, con cinco mil y más discípulos. Pertenecen al Vehículo Pequeño de la escuela de los Sarvastivadas.Su doctrina y sus reglas de disciplina son como las de la India, y quienes las leen utilizan los mismos originales....Alrededor de 40 li al norte de esta ciudad desértica hay dos conventos próximos entre sí en la ladera de una montaña... Fuera de la puerta occidental de la ciudad principal, a la derecha y a la izquierda del camino, hay figuras erectas de Buda, de unos 90 pies de altura.

### Karasahr
Según el Libro de Zhou , compilado alrededor de 636, Karasahr era un país pequeño y pobre compuesto por varias ciudades amuralladas:

El matrimonio es más o menos lo mismo que entre los chinos.  Todos los difuntos son incinerados y luego enterrados. Llevan luto durante siete días completos, tras los cuales lo dejan.  Todos los hombres adultos se recortan el pelo para hacer un adorno en la cabeza.  Sus caracteres escritos son los mismos que los de la India.  Tienen la costumbre de servir a "Dios(es) Celestial(es)", pero también muestran reverencia y confianza en la ley de Buda.  Celebran especialmente estos días: el octavo día del segundo mes y el octavo día del cuarto mes. Todo el país se abstiene y hace penitencia según las enseñanzas de Śākya, y sigue su camino.
El clima es frío, y la tierra buena y fértil.  Para los cereales, tienen arroz, mijo, legumbres, trigo y cebada.  En cuanto a los animales, tienen camellos, caballos, vacas y ovejas.  Crían gusanos de seda, pero no fabrican seda, sino que utilizan [la fibra de seda] para acolchar.  Tienen la costumbre de saborear el vino de uva y de amar la música.  Está a unos diez li al norte de una masa de agua, y tiene abundancia de pescado, sal y juncos.  En el cuarto año del período de Pao-ting, su rey envió a un enviado para presentar sus renombrados caballos. (Zhoushu, publicado en el año 636 de la era cristiana; traducción de Roy Andrew Miller.)

### Kasgar

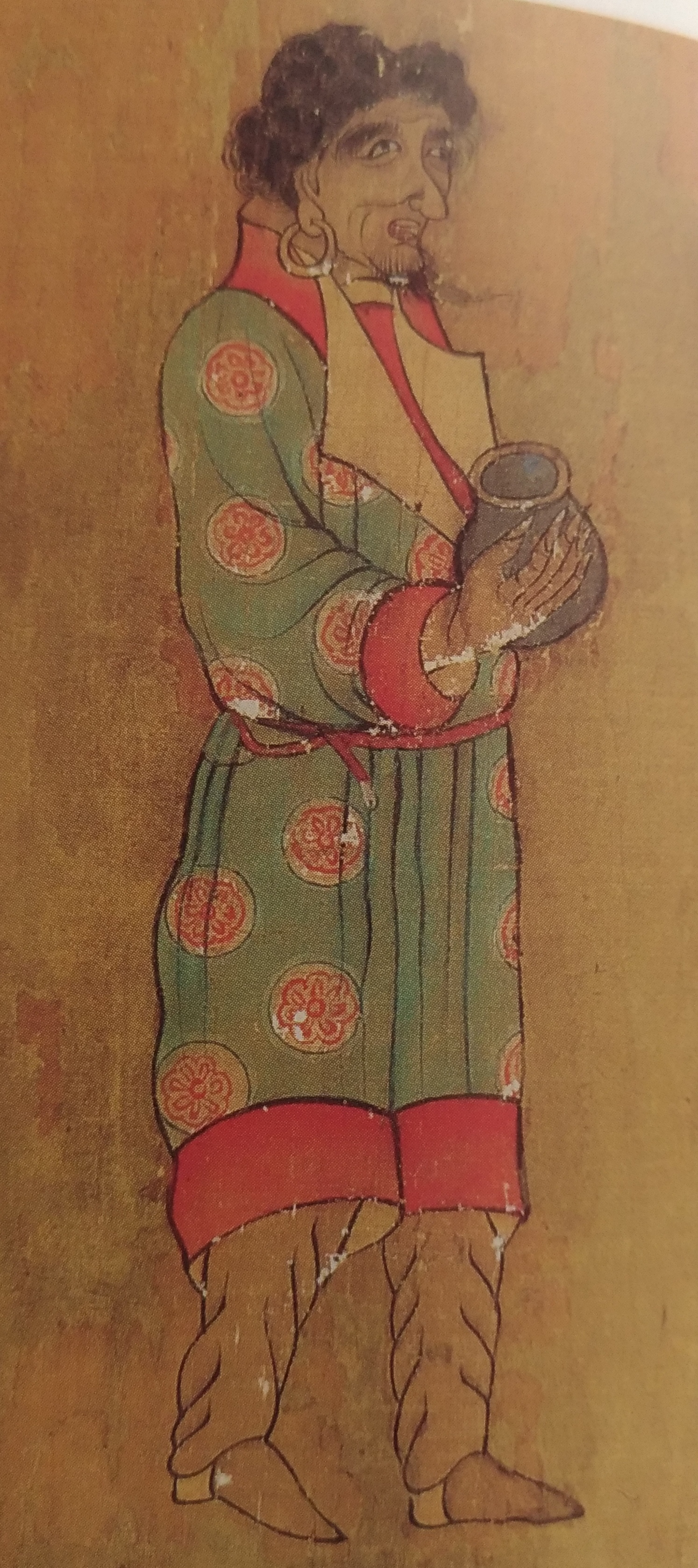
Tributario jotanés de Yan Liben Wang hui tu.

Xuanzang visitó Kasgar alrededor del 644.

Su primera impresión al acercarse al oasis más occidental de China fue la de muchos montones de arena y poca tierra fértil. Comentando el oasis en sí, dijo que "daba buenas cosechas y una exuberancia de frutas y flores". ¡Qué atractivos debían ser los huertos, las murallas, las sinuosas callejuelas y los muros de adobe de las casas! Después del sombrío y escasamente poblado Pamir, qué reconfortante resultaba la visión de los flujos de gente que iban y venían, con ponis y burros cargados de mercancías, anunciando un importante centro comercial. Xuanzang fue al famoso bazar de Kasgar. "De este país se obtienen fieltros y telas de excelente calidad, así como materiales de lana fina. Además, sus habitantes son hábiles para tejer varios tipos de alfombras finas y lanosas". Xuanzang también comenta que la gente tiene los ojos verdes, lo que sugiere el origen sogdiano o iraní oriental de parte de la población.

En Kasgar, había cientos de monasterios budistas con más de mil monjes, la mayoría de los cuales eran de una escuela realista hinayana. En las cercanías de Kasgar aún existen restos de dos sitios budistas. El primero, la Cueva de los Tres Inmortales, que data del siglo II, está excavada en los acantilados del río Quiakmaj. Ahora se encuentra a nueve metros de altura sobre el lecho del río. Tiene dos cámaras; en la de la izquierda se conservan restos de pinturas murales. El segundo lugar, la antigua aldea de Hanoi, había sido un próspero asentamiento budista en la época Tang. Se cree que Xuanzang visitó allí la estupa Mauri-tim.
Sally Hovey Wriggins

### Jotán
Xuanzang visitó Jotán en 644 y permaneció allí durante ocho meses.

El país se describe como un circuito de más de 4000 millas, más de la mitad de las cuales eran dunas de arena; la tierra cultivada, que era muy limitada, producía cereales y frutas de varios tipos; el país producía alfombras, fieltro fino y seda de textura artística, también producía jade blanco y negro. El clima era agradable, pero había vientos y polvo. La gente era de carácter apacible, aficionada a las artes prácticas; se encontraban en circunstancias fáciles y tenían ocupaciones asentadas. La nación estimaba la música y la gente era aficionada a la danza y a las canciones; unos pocos se vestían con lanas y pieles, la mayoría con seda y percal... . El sistema de escritura había sido tomado del de la India, pero la estructura había sido ligeramente alterada por una especie de cambios sucesivos; la lengua hablada difería de la de otros países.